# Charles Rousselle
Charles Edouard Rousselle (Bergen, 8 februari 1787 - 9 april 1867) was een Belgisch volksvertegenwoordiger.

## Levensloop
Rousselle was een zoon van Antoine Rousselle, leenhouder onder het ancien régime, en van Marie-Thérèse Drousy. Hij trouwde met Marie-Philippe Dupont.
Hij begon zijn loopbaan als afdelingshoofd openbare werken bij het departement Jemappes. Hij was vervolgens stadssecretaris van Bergen (1813-1832).
Van 1834 tot 1857 was hij gemeenteraadslid van Bergen en van 1836 tot 1847 provincieraadslid, waarvan een tijdje als voorzitter van de provincieraad.
In 1847 werd hij verkozen tot liberaal volksvertegenwoordiger voor het arrondissement Bergen. Hij vervulde dit mandaat tot in 1857. In 1856 stapte hij over naar de katholieke zijde van de Kamer. Hij was ondervoorzitter van de Kamer in 1855-56.
Beroepshalve was hij ook nog intendant over de goederen van de gebroeders Honnorez.
In zijn jonge tijd werd hij lid van de vrijmetselaarsloge La Concorede in Bergen.